# Cão de aponte

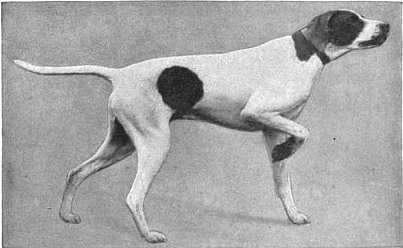
Cão de aponte da raça pointer inglês na posição que dá nome ao tipo

Um cão de aponte, cão apontador (em inglês: pointer) ou cão de mostra é um tipo de cão de caça moderno usado para encontrar a presa, no caso, aves. Os cães de caça modernos (Gun dogs) usados para atividade de caça com a presença de armas de fogo são tradicionalmente divididos em três classes: retrievers, levantadores de caça (na maioria spaniels), e pointers. O nome pointer vem do instinto do cão para apontar, parando, levantando uma perna e direcionando seu focinho para a direção da presa. Isso demonstra ao caçador a localização da caça e permite-lhes mover-se dentro do alcance da arma. Os pointers foram selectivamente criados a partir de cães que possuíam fortes instintos de apontar e recolher a caça. Eles normalmente começam a apresentar seu instinto de caça com cerca de 2 meses de idade.

## História

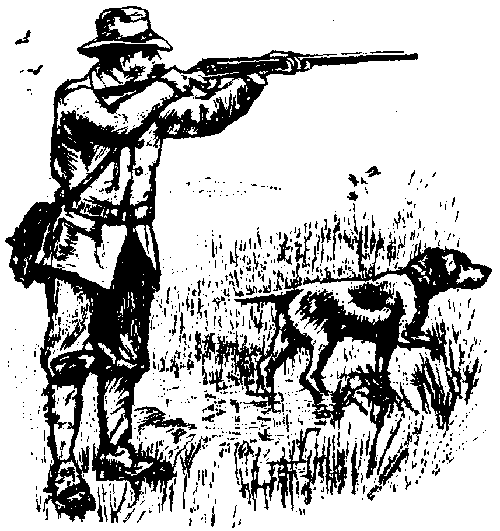
Caçador e cão pointer

As raças pointers ou cães de aponte podem ser datadas na Inglaterra e Europa por volta do ano 1650. Eles podem descender dos cães da Espanha, especificamente do Perro de Punta Español. (Furgus, 2002) Cães pointers foram originalmente usados por caçadores que marcavam a caça. O cão iria congelar ou agachar (como um Setter) e permitir o caçador lançar a rede sobre a caça antes de fugirem. Levantadores de caça, por outro lado, eram muitas vezes utilizados por falcoeiros para levantar a caça para as aves de rapina.
A maioria das raças de aponte da Europa continental são classificadas como raças Gun dog versáteis, para caça, aponte, e recolhimento da presa. A distinção é feita porque raças versáteis eram desenvolvidas para encontrar e apontar a presa assim como todas as raças de aponte, mas também para executar outras tarefas de caça. Esta distinção provavelmente surgiu porque, enquanto os Britânicos desenvolveram raças que se especializaram em tarefas tais como a apontar, levantar, e recolher a partir de terra ou da água, na Europa Continental, o mesmo cão foi treinado para ser capaz de executar cada uma destas tarefas ao mesmo tempo (embora de forma menos eficaz). A North American Versatile Hunting Dog Association define versatilidade como "o cão que é produzido e treinado para caçar e apontar a presa, para recolher a presa na terra e na água, e para rastrear as presas feridas na terra e na água." Como exemplo, os Pointers alemães de pêlo curto são muitas vezes utilizados para recuperar as aves, por exemplo na caça ao pato, considerando que, apelando para um Pointer inglês para fazer o mesmo poderia ser menos comum. Ao contrário das raças puramente pointers ou setters, muitos cães versáteis foram criados para trabalhar na vegetação densa, e tradicionalmente tem as caudas cortadas.
O Westminster Kennel Club (Reino Unido) foi organizado no início da década de 1870, e a mais antiga importação inglesa do clube, chamado "Sensation", é ainda usado como o logotipo do clube.

## Aparência
Raças de aponte vêm em todos os tipos de pelagem, desde cães de pêlo curto, a cães de pêlo duro, e Setters de pêlo comprido. A maioria das raças tendem a ter algum tipo de manchas no corpo, as manchas são pequenas e redondas, ou uma grande forma oval.

## Raças

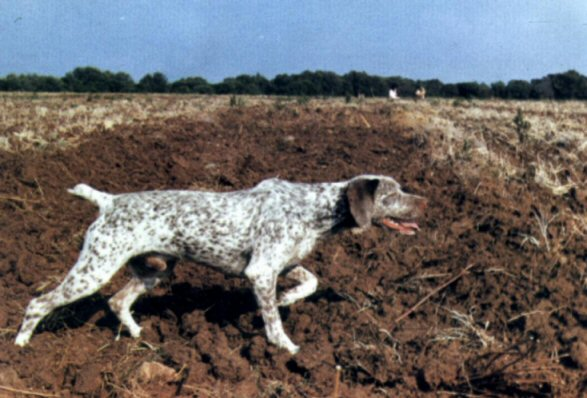
Cão da raça Braco de burbônia em posição de aponte

Cães de aponte, Pointers (e setters) incluem as seguintes raças:
- Pointer inglês

- Braco Italiano
- Braque de l'Ariège (Ariege Ponteiro)
- Braque du Bourbonnais (Bourbonnais ponteiro)
- Braque d'Auvergne
- Braque Francais
- Braque Saint-Germain
- Brittany (Epagneul Breton, anteriormente conhecida como a Brittany Spaniel)
- Burgalese Ponteiro (Perdiguero de Burgos)
- Bretanha francesa (Épagneul Breton, padrão FCI)
- Francês Spaniel
- Canadense Ponteiro
- Cesky Fousek
- Frisian Ponteiro (Stabyhoun/Stabij)
- Alemão De Cabelos Compridos Ponteiro
- Alemão De Pêlo Curto Ponteiro
- Alemão Wirehaired Ponteiro
- Húngaro Vizsla
- Húngaro Wirehaired Vizsla
- Grande Munsterlander
- Nova Scotia Duck De Cobrança De Portagens Retriever
- Idade Dinamarquês Ponteiro
- Pachón Navarro
- Português Ponteiro
- Pudelpointer
- Eslovaca Áspero de cabelos Ponteiro
- Munsterlander Small
- Spinone Italiano
- Stichelhaar
- Weimaraner
- Wirehaired Apontando Grifo